# SN 1972C
SN 1972C – supernowa odkryta 18 stycznia 1972 roku w galaktyce NGC 3947. W momencie odkrycia miała maksymalną jasność 16,00m.